# 宮崎県立延岡高等学校
宮崎県立延岡高等学校（みやざきけんりつ のべおかこうとうがっこう）は、宮崎県延岡市古城町三丁目に所在する県立高等学校。通称は「延高」（のべたか）。

## 概要
歴史
1873年（明治6年）旧延岡藩主内藤氏によって設立された「延岡社學」を源流とする。旧制・延岡中学校の開校した1899年（明治32年）を創立年としており、2014年（平成26年）に創立115周年を迎えた。
学区
宮崎県内全域（旧学区：延岡市中心部・南部）
設置課程・学科
全日制課程 2学科
- 普通科
- メディカル・サイエンス科（理数に関する学科）

校訓
「剛健・自治・信愛」- 1926年（大正15年）に制定。
校章
桜の花弁と「学問」を表す万年筆のペン先3本と「高」の文字を組み合わせたものとなっている。
校歌
1958年（昭和33年）制定。作詞は渡辺修三（旧制・延岡中学校卒業生）、作曲は近衛秀麿による。歌詞は3番まであり、各番に校名の「延岡」が登場する。
校歌の他に「延高賛歌」がある。作詞は金井總欣、作曲は太田陽・太田洋・藤原愛子、編曲は岩切佳代子による。歌詞は2番まであり、校名は登場しない。
旧校歌
- 旧制・延岡中学校 - 作詞は工藤正勝による。歌詞は5番まであり、校名は歌詞中に登場しない[2]。
- 旧制・延岡高等女学校 - 作詞は北原白秋、作曲は山田耕筰による。歌詞は4番まであり、各番に校名の「延岡高女」が登場する[3]。
- 旧・恒富高等学校学生歌 - 作詞は甲斐芳一、作曲は柳田育秀による。歌詞は3番まであり、1番に校名の「恒富」、2番に校訓の「剛健・自治・信愛」が入っている[4]。

同窓会
「延友会（えんゆうかい）」と称している。

## 沿革
前史
- 1872年（明治5年） - 学制の布告により、旧延岡藩藩校「廣業館」が104年の歴史を閉じる。
- 1873年（明治6年）1月6日 - 廣業館の跡地に私立中学校の「延岡社學」が創立。延岡藩主家の内藤氏が運営。
- 1875年（明治8年）1月22日 - 延岡社學を「亮天社」に改称。
- 1876年（明治9年）3月1日 - 亮天社付属女兒教舎が開校。
- 1878年（明治11年）2月1日 - 女兒教舎が亮天社から分離・独立。
- 1903年（明治36年）3月5日 - 亮天社が廃校となる。

旧制中学校（男子校）時代
- 1899年（明治32年）
  - 4月1日 -「宮崎県立延岡中学校」（修業年限5年:現在の中1から高2に相当）が設置される。 初代校長は山崎庚午太郎。100名に入学を許可。
  - 5月25日 - 開校式を挙行。
- 1926年（大正15年）10月8日 - 校訓「剛健・自治・信愛」を制定。
- 1927年（昭和2年）11月5日 - 創立25周年を記念して図書館が完成。
- 1943年（昭和18年）4月1日 - 中等学校令の施行により、この時の入学生から修業年限が4年となる。
- 1944年（昭和19年）4月1日 - 教育ニ関スル戦時非常措置方策により、中等学校令施行前（昭和16年・17年）に入学した生徒にも修業年限4年が適用される。
- 1945年（昭和20年）
  - 4月1日 - 学校での授業が停止される。ただし勤労動員は継続される。
  - 6月26日 - 空襲により校舎の大半を焼失。
  - 7月28日 - 高千穂分教場を開設。
  - 8月15日 - 終戦。
  - 8月25日 - 田代分教場を開設。
  - 9月 - 学校での授業が再開される。
- 1946年（昭和21年）4月1日 - 修業年限が5年に戻る（ただし4年修了時点で卒業することもできた）。
- 1947年（昭和22年）4月1日 - 学制改革（六・三制の実施、新制中学校の発足）が行われる。
  - 旧制中学校の募集を停止。
  - 新制中学校を併設し（以下・併設中学校）、旧制中学校1・2年修了者を新制中学校2・3年生として収容。
  - 併設中学校は経過措置としてあくまで暫定的に設置されたため、新たに生徒募集は行われず、在校生が2・3年生のみ中学校であった。
  - 旧制中学校3・4年修了者はそのまま在籍し、4・5年生となった（4年修了時点で卒業することもできた）。
- 1948年（昭和23年）
  - 3月31日 - 学制改革（新制高等学校の発足）により、旧制中学校が廃止される。
  - 4月1日 - 新制高等学校「宮崎県立延岡恒富高等学校・併設中学校」（男女共学）が設置される。

旧制・高等女学校時代
- 1901年（明治34年）4月1日 - 女兒教舎が「私立延岡女学校」に改称。
- 1903年（明治36年）3月 - 廃校となった亮天社跡に移転を完了。校地・校舎のすべてを継承。
- 1906年（明治39年）8月27日 -「私立延岡高等女学校」に改称。
- 1922年（大正11年）9月 - 寄宿舎が完成。
- 1929年（昭和4年）4月1日 - 県立移管により、「宮崎県立延岡高等女学校」に改称。
- 1943年（昭和18年）9月19日 - 延岡大水害のため校舎が浸水。
- 1944年（昭和19年）5月1日 - 4年生が日窒化学雷管工場に挺身隊として動員される。
- 1945年（昭和20年）
  - 4月1日 - 学校での授業が停止される。ただし勤労動員は継続される。
  - 6月26日 - 空襲により校舎の大半を焼失。
  - 8月15日 - 終戦。
  - 9月 - 学校での授業が再開される。
- 1946年（昭和21年）4月1日 - 修業年限が5年となる（ただし4年修了時点で卒業することもできた）。
- 1947年（昭和22年）4月1日 - 学制改革（六・三制の実施、新制中学校の発足）が行われる。
  - 高等女学校の募集を停止。
  - 新制中学校を併設し（以下・併設中学校）、高等女学校1・2年修了者を新制中学校2・3年生として収容。
  - 併設中学校は経過措置としてあくまで暫定的に設置されたため、新たに生徒募集は行われず、在校生が2・3年生のみ中学校であった。
  - 高等女学校3・4年修了者はそのまま在籍し、4・5年生となった（4年修了時点で卒業することもできた）。
- 1948年（昭和23年）
  - 3月31日 - 学制改革（新制高等学校の発足）により、高等女学校が廃止される。
  - 4月1日 - 新制高等学校「宮崎県立延岡岡富高等学校・併設中学校」（男女共学）が設置される。
- 1949年（昭和24年）4月1日 - 公立高校統合・再編により、宮崎県立延岡岡冨高等学校が廃止される。
  - 跡地には、延岡市立岡冨中学校が設置された。

新制高等学校
- 1948年（昭和23年）
  - 4月1日 - 学制改革により、県立の旧制中等学校（延岡中学校・延岡高等女学校・延岡工業学校・延岡商業学校）が統合され新制高等学校2校が発足。
    - 旧制中等学校卒業者（5年修了）を新制高校3年、旧制中等教育学校4年修了者を新制高校2年、併設中学校卒業者（3年修了）を新制高校1年生として収容。
    - 旧4校の併設中学校を継承。併設中学校の在校生が1946年（昭和21年）に旧制中等学校へ最後に入学した3年生のみとなる。
    - 「宮崎県立延岡恒富高等学校」（恒富の読みは「つねとみ」）- 旧制・延岡中学校の校地・校舎に設置される（男女共学）。
      - 旧制・延岡中学校生徒の半数、延岡高等女学校生徒の半数、延岡工業学校生徒全員を収容。
      - 全日制普通課程・工業課程に加えて、定時制夜間部・通信教育部を設置。

    - 「宮崎県立延岡岡富高等学校」（岡富の読みは「おかとみ」）- 旧制・延岡高等女学校の校地・校舎に設置される（男女共学）。
      - 旧制・延岡中学校生徒の半数、延岡高等女学校生徒の半数、延岡商業学校生徒全員を収容。
      - 全日制普通課程・商業課程に加えて、定時制昼間部を設置。
- 1949年（昭和24年）
  - 3月31日 - 併設中学校を廃止。
  - 4月1日 - 公立高校の再編により、上記2校が統合され「宮崎県立延岡恒富高等学校」となる。
- 1950年（昭和25年）4月1日 - 商業課程と工業課程が分離し、宮崎県立延岡向洋高等学校[5]として独立。定時制昼間部の募集を停止。被服科を新設。
- 1952年（昭和27年）3月31日 - 通信教育部を宮崎県立宮崎大宮高等学校に移管。
- 1958年（昭和33年）6月1日 - 校歌を制定。
- 1959年（昭和34年）4月1日 - 「宮崎県立延岡高等学校」（現校名）に改称。
- 1963年（昭和38年）2月 - 新設の宮崎県立延岡西高等学校の間で合同選抜を開始。
- 1967年（昭和42年）- 第二グラウンドが完成。
- 1969年（昭和44年）4月1日 - 定時制課程が分離し、宮崎県立延岡第二高等学校として独立。
- 1972年（昭和47年）9月 - 体育館が完成。
- 1977年（昭和52年）2月 - 新設の宮崎県立延岡東高等学校が合同選抜に加わる。
- 1992年（平成4年） - 家政科の募集を停止。
- 1995年（平成7年）4月1日 - 普通科理数コースを設置。
- 1996年（平成8年）3月 - 武道館が完成。
- 1998年（平成10年）3月 - 弓道場が完成。
- 2005年（平成17年）
  - この年 - 宮崎県立延岡西高等学校・宮崎県立延岡東高等学校との合同選抜を廃止。
  - 4月1日 - 理数科を設置。
- 2007年（平成19年）4月1日 - 女子制服を改訂。
- 2011年（平成23年）4月1日 - 理数科をメディカル・サイエンス科に改称。
- 2020年（令和2年）4月1日- 文部科学省よりスーパーサイエンスハイスクール（開発型）に指定される。

## 部活動
| 運動部 - 野球部 - 陸上競技部 - サッカー部 - ラグビー部 - 弓道部 - 剣道部 - ソフトテニス部 - 硬式テニス部 - バスケットボール部 - バレーボール部 - ハンドボール部 - 水泳部 - 卓球部 - バドミントン部 - 女子ソフトボール部 | 文化部 - かるた部 - 吹奏楽部 - 合唱部 - 演劇部 - 書道部 - 茶道部 - 放送部 - 美術部 - ESS部 - サイエンス部 |

## 著名な出身者
掲載は五十音順。
- 石川恒太郎 - 歴史学者、宮崎県立上代日向研究所特別委員
- 石谷春貴 - 声優
- 井戸章雄 - 鹿児島大学学長（2025年4月-）
- 稲用博美 - 元宮崎県副知事、宮崎県立看護大学理事長
- 宇野正晃 - （株）コスモス薬品　取締役会長（創業者）[要出典]
- 沖田愛加 - キャスター、タレント
- 甲斐一政 - 元愛知県副知事、元名古屋高速道路公社理事長
- 鎌田正彦 - SBSホールディングス創業者・代表取締役社長（創業者）
- 工藤幸四郎 - （株）旭化成　代表取締役社長[要出典]
- 後藤勇吉 - 航空黎明期の飛行家[6]
- 志村喬 - 俳優
- 白田秀彰 - 法学者、法政大学准教授
- 高橋巨典 - フリーアナウンサー、元テレビ宮崎アナウンサー[7]
- 高森文夫 - 詩人、中原中也賞受賞
- 高森建二-  順天堂大学医学部皮膚科学 特任教授
- 中島峰広 - 地理学者、早稲田大学名誉教授
- 奈須敬三 - クジラ博士
- 貫文三郎 - 薬学博士、元日本薬理学会会長
- 原田千栄 - 歌手
- 日高健 - 経営学者、近畿大学教授
- 日野三代春 - テーブルマークホールディングス代表取締役社長
- 藤澤文洋 - 大リーグ解説者、東京都立高等学校教諭
- 真栄田雅也 - 前（株）キヤノン代表取締役社長
- 山元泰生 - 作家
- 若山牧水 - 歌人、旧制延岡中学校第1回卒業生[8]

## 交通
最寄りの鉄道駅
- JR九州 日豊本線「延岡駅」
- JR九州 日豊本線「南延岡駅」

最寄りのバス停
- 宮崎交通バス 「延岡高校前」バス停 - 延岡駅から三輪行きのバスに乗車。

最寄りの幹線道路
- 宮崎県道16号稲葉崎平原線

(基本的に日向・門川方面からの通学生は南延岡駅利用する。高千穂・五ヶ瀬・日之影の生徒は寮、黒岩・北方・北川・土々呂の生徒は自転車通学、バス及び保護者の送迎が多い。)

## 周辺
- 延岡市立西小学校
- 延岡市立恒富小学校
- 延岡市立恒富中学校
- 大瀬川
- 愛宕山